# Вулиця Ореста Васкула
Ву́лиця Оре́ста Вáскула — вулиця у Святошинському районі міста Києва, місцевості Академмістечко, Біличі, Святошин. Пролягає від вулиці Гетьмана Кирила Розумовського до вулиці Миколи Ушакова.
Прилучаються проспект Академіка Палладіна, вулиці Мирослава Поповича і Чорнобильська, до вулиці прилягає Святошинська площа.
Від Чорнобильської вулиці до проспекту Академіка Палладіна — дорога з однобічним рухом. Проспектом Академіка Палладіна вулиця розділена на дві частини, між якими немає прямого сполучення.

## Історія
Вулиця виникла на початку XX століття під назвою Північна, проходила Святошинськими дачами північніше Брест-Литовського шосе. 1975 року отримала назву на честь Героя Радянського Союзу Ф. А. Пушиної, лейтенанта медичної служби, яка загинула 6 листопада 1943 року у Святошині під час визволення Києва, рятуючи поранених бійців. Будівля школи (тоді школа № 72), де в 1941—1943 містився військовий госпіталь і де Феодора Пушина вчинила свій подвиг, збереглася (№ 54; нині тут — Міжшкільний навчально-виробничий комбінат). На цій же вулиці розташований сквер Героїв ОУН (до 2024 року імені Феодори Пушиної).
Сучасна назва на честь діяча ОУН, політв'язня, громадського діяча Ореста Васкула — з 2022 року.

## Зображення

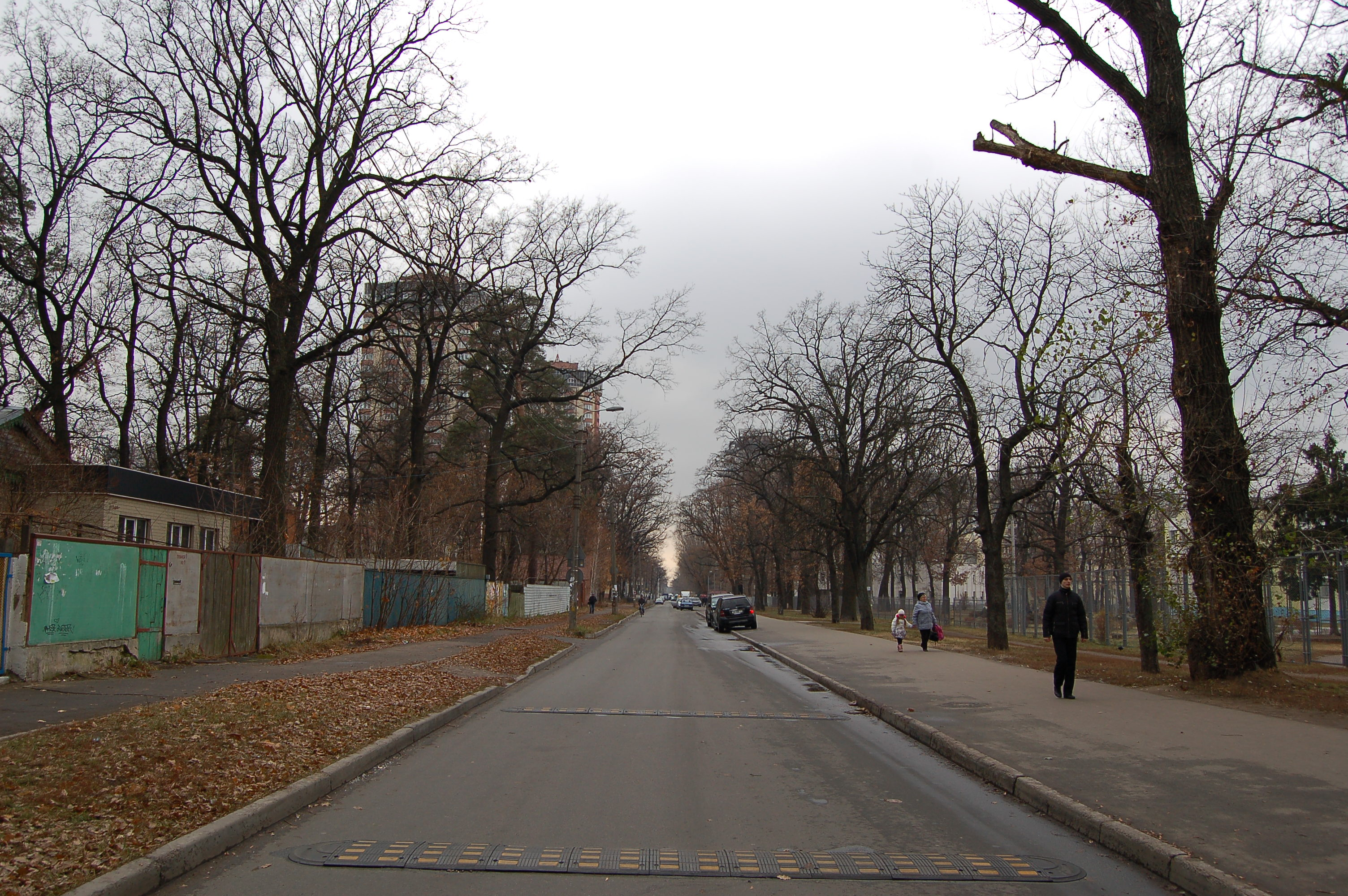
Початок вулиці
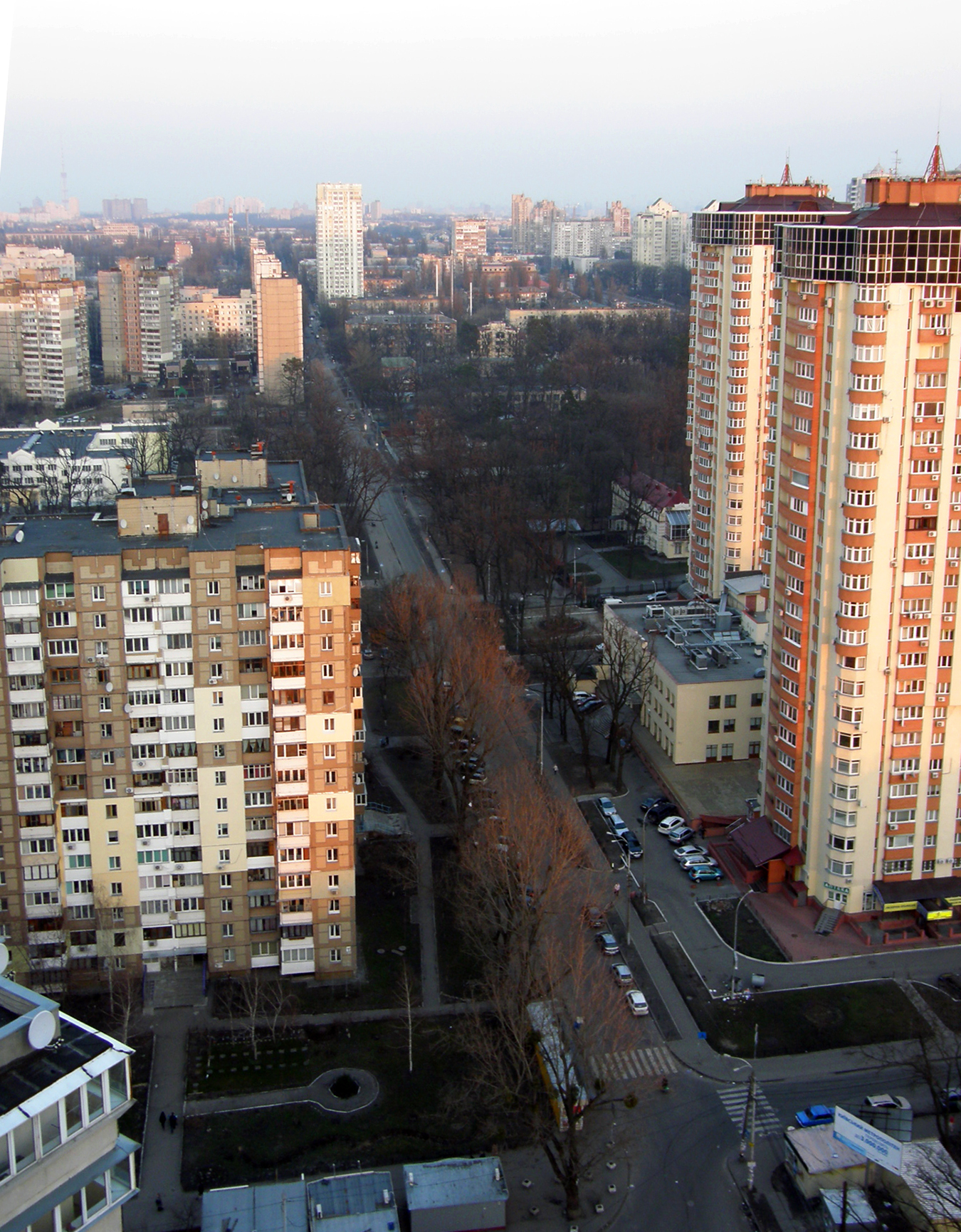
Від Святошинської площі на схід
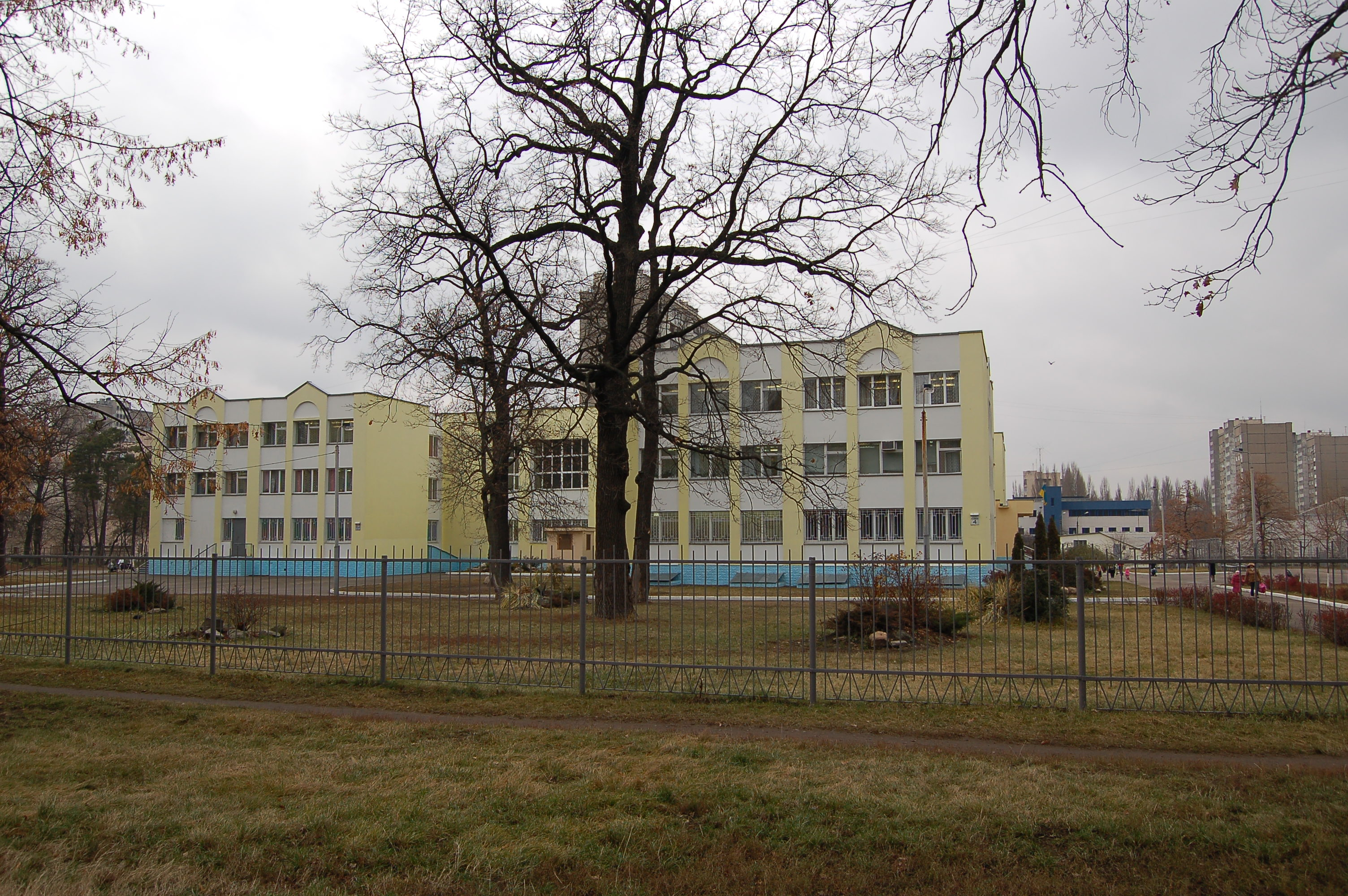
Гімназія «Академія»
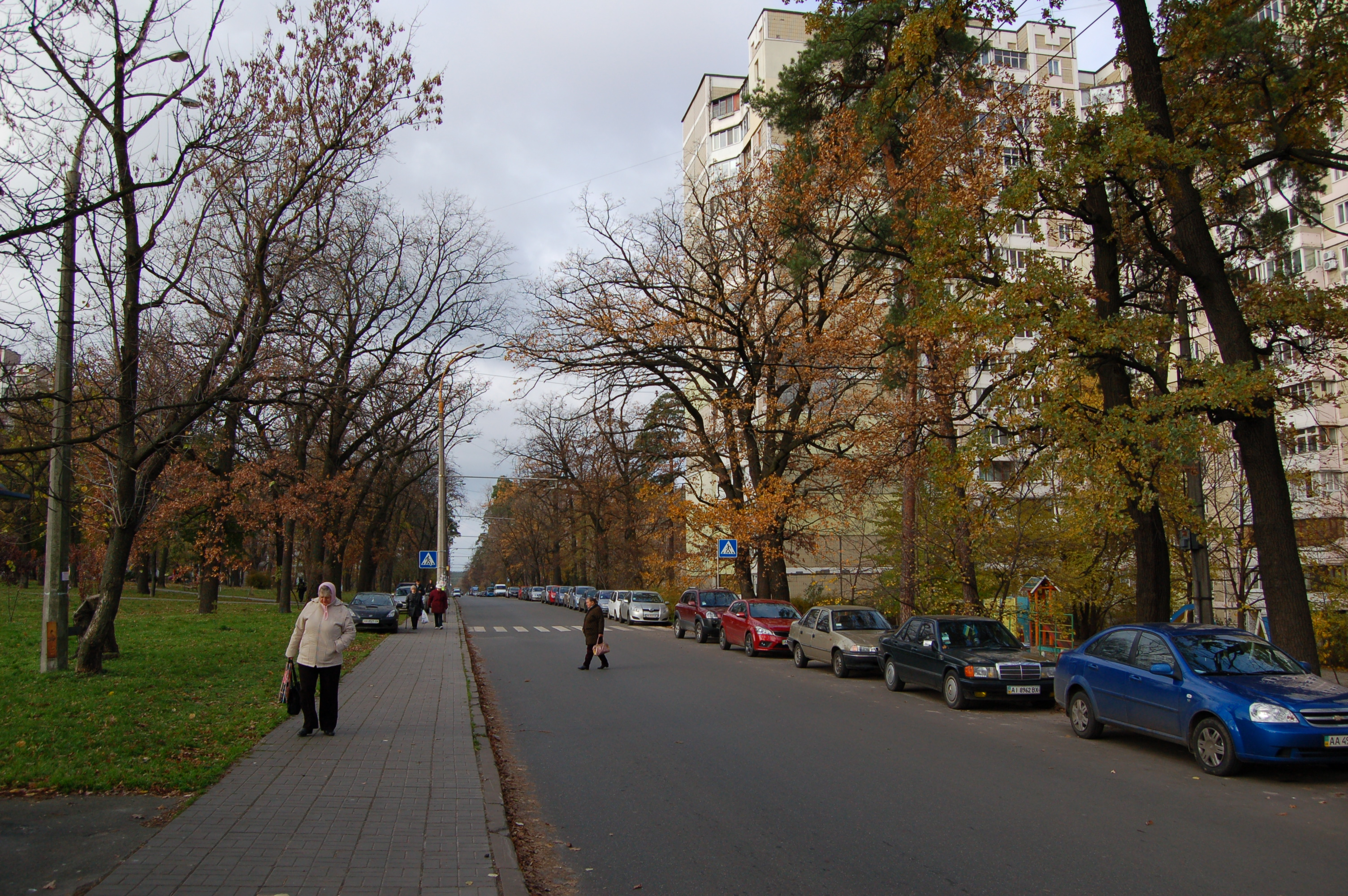
Ділянка вулиці з однобічним рухом
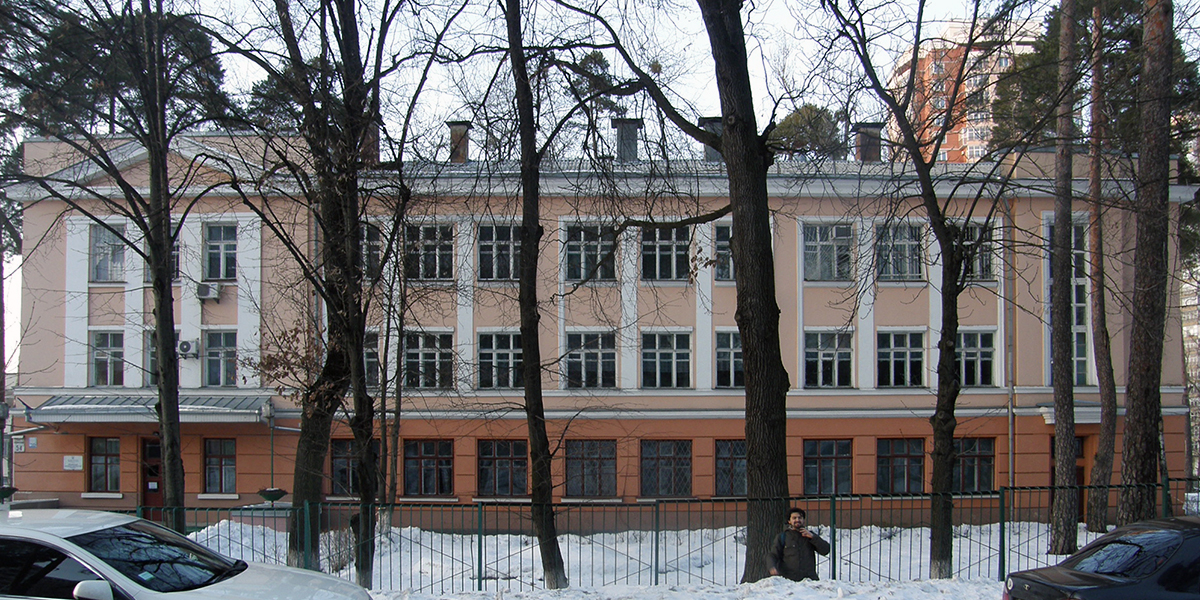
№ 54 – типова будівля колишньої школи, де розміщувався шпиталь, нині навчально-виробничий комбінат